# فيليام ماكو
فيليام ماكو (22 أكتوبر 1981 ببريشوف في سلوفاكيا - ) هو لاعب كرة قدم سلوفاكي في مركز الوسط. لعب مع نادي بودابست هونفيد وتاتران بريشوف ‏ وزلاتي مورافسي ونادي روجومبيروك.

## وصلات خارجية
- فيليام ماكو على موقع قاعدة بيانات كرة القدم.إي يو (الإنجليزية)